# جرج لو
جرج مایکل لو (انگلیسی: George Michael Low; ۱۰ ژوئن ۱۹۲۶ – ۱۷ ژوئیهٔ ۱۹۸۴) که با نام جرج ویلهلم لو (George Wilhelm Low) زاده شد، یکی از مدیران ناسا و چهاردهمین رئیس مؤسسه پلی‌تکنیک رنسلیر بود.